# Francisco Cota de Oliveira

Bischofswappen von Francisco Cota de Oliveira.

Francisco Cota de Oliveira (* 5. August 1969 in Onça de Pitangui, Minas Gerais) ist ein brasilianischer Geistlicher und römisch-katholischer Bischof von Sete Lagoas.

## Leben
Francisco Cota de Oliveira studierte von 1992 bis 1994 Philosophie an der Pontifícia Universidade Católica de Minas Gerais und von 1995 bis 1998 Katholische Theologie am Institut Dom João Rezende Costa in Belo Horizonte. Er empfing am 1. August 1999 durch den Bischof von Divinópolis, José Belvino do Nascimento, das Sakrament der Priesterweihe.
Nach der Priesterweihe war Francisco Cota de Oliveira zunächst als Pfarrvikar der Pfarrei Nossa Senhora do Carmo in Carmo do Cajuru tätig, bevor er 2003 deren Pfarrer wurde. 2010 wurde er Pfarradministrator und 2011 Pfarrer der Pfarrei Sant’Ana in Itaúna. Ab 2016 war Francisco Cota de Oliveira Pfarrer der Nossa Senhora do Pilar in Pitangui und Dechant. Zudem war er Verantwortlicher für die Jugendpastoral im Bistum Divinópolis und Mitglied des Diözesanvermögensverwaltungsrats. Ferner lehrte Francisco Cota de Oliveira am propädeutischen Seminar und war als Kirchenanwalt am diözesanen Kirchengericht tätig.
Am 7. Juni 2017 ernannte ihn Papst Franziskus zum Titularbischof von Fiorentino und zum Weihbischof in Curitiba. Der Bischof von Divinópolis, José Carlos de Souza Campos, spendete ihm am 26. August desselben Jahres die Bischofsweihe; Mitkonsekratoren waren der Erzbischof von Curitiba, José Antônio Peruzzo, und der emeritierte Bischof von Divinópolis, José Belvino do Nascimento. Die Amtseinführung erfolgte am 8. September 2017.
Am 10. Juni 2020 ernannte ihn Papst Franziskus zum Bischof von Sete Lagoas. Die Amtseinführung erfolgte am 1. August desselben Jahres.